# Raúl Ivars
Raúl Ivars Santos (Alicante, España, 26 de septiembre de 1977) es un exfutbolista español que se desempeñaba como delantero.

## Clubes
| Club           | País   | Año       |
| -------------- | ------ | --------- |
| Hércules C. F. | España | 1994-1998 |
| Elche C. F.    | España | 1999-2000 |
| C. D. Toledo   | España | 2000-2001 |
| Elche C. F.    | España | 2001-2006 |